# Ambato
Ambato (oficialmente San Juan de Ambato) é uma cidade no centro de Equador, situada às margens do rio de Ambato. É o capital da província de Tungurahua, a uma altitude de 2 600 metros acima do nível do mar. A população é de 154 095 habitantes (INEC, 2001).
A cidade é um centro de comércio e de transporte em uma região fértil perto da encosta norte do vulcão Tungurahua. Toda segunda-feira, acontece o maior mercado de tipos de frutas, vegetais e de carnes de todo o país.
Um terremoto em 5 de agosto de 1949, destruiu a maior parte da cidade, de modo que somente poucos edifícios da era colonial permanecem.
Como uma maneira de se recuperar do trágico terremoto, Ambato iniciou seu tradicional Festival das Frutas e Flores. Ele é agora a principal atração turística que acontece no período do carnaval.
As atrações turísticas incluem o mausoléu de Juan Montalvo, as propriedades de Juan León Mera, e a catedral branca de Ambato.
Ambato é também onde, em 12 de novembro de 1821, Antonio José de Sucre conseguiu a maior vitória sobre o exército real espanhol durante a guerra de independência.
Entre as pessoas famosas de Ambato está o pintor Aníbal Villacís.
Ambato é uma bonita cidade e cerca de 350.000 pessoas estão vivendo nesta pequena metrópole equatoriana, a quarta maior do país.
Ambato é uma próspera cidade a apenas 2 horas e meia ao sul de Quito e situa-se em um cume entre alguns morros íngremes e um vale que cai drasticamente.
A cidade tem orgulho da sua herança cultural, e se autodenomina como 'Tierra de Los Tres Juanes ". Os três Joões foram Juan Leon Mera, que foi um escritor e poeta que é mais famoso por escrever o hino nacional do Equador; Juan Montalvo foi outro famoso escritor a que muitos chamaram de "Cervantes da América do Sul"; Benigno Juan Vela foi professor de renome e campeão da juventude do país. Todos estão imortalizados nos parques, museus e edifícios de Ambato.
A cidade também é chamada de "Jardim do Equador", bem conhecida por sua produção de pêssegos, maçãs, peras, uvas, laranjas, morangos, cana de açúcar, cereais e todas as classes de produtos vegetais. Sua produção industrial baseia-se nos têxteis, flores, conservas de frutas, artigos de pele, borracha, e mobiliário.
Ambato se tornou em uma maravilha arquitetônica onde edifícios modernos coexistem elegantemente com prédios coloniais. Modernas estruturas deram à cidade um aspecto metropolitano, ao mesmo tempo em que reforçam a arquitetura colonial remanescente.